# African Rainbow Minerals
African Rainbow Minerals (ARM) ist ein südafrikanisches Bergbauunternehmen mit Firmensitz in Sandton (Johannesburg). Es entstand 2003 aus der Fusion mehrerer Bergbauunternehmen.
Das Unternehmen befasst sich mit der Gewinnung von mineralischen Rohstoffen. Abgebaut werden vorrangig Eisen- und Manganerze, Platinmetalle, Nickel- und Chromerze, Gold, Kupfererze und Kohle. Geschaffen wurde ARM von dem Südafrikaner Patrice Motsepe, der aus seinem Startunternehmen Future Mining heraus diesen weit verzweigten Bergbaukonzern entwickelte und auch Deputy Chairman (Stellv. Vorsitzender, non-executive) von Sanlam Limited ist. 2004 wurde das Unternehmen nach der Eingliederung neu strukturiert.

## Struktur
Der Bergbaukonzern gliedert sich in folgende Geschäftsbereiche:
- ARM Platinum (Platinmetalle),
- ARM Ferrous (Eisen),
- ARM Coal (Kohle),
- ARM Copper (Kupfer, in Sambia und DR Kongo),
- ARM Gold: Harmony (Gold, in Südafrika und Papua-Neuguinea) und
- ARM Exploration (Erkundung).[7]

## Kurzbeschreibung der Geschäftsbereiche

### ARM Platinum
Der Geschäftsbereich ARM Platinum umfasst vier Sektoren des Bergbaus auf Platinmetallen. Das sind drei Bergwerke sowie ein Erkundungsgebiet. Es werden im Ergebnis der Gewinnungsarbeiten und ihrer Weiterverarbeitung folgende Metalle produziert: Platin, Palladium, Rhodium, Ruthenium und Iridium, ferner Nickel, Cobalt, Kupfer und Gold.
Die Modikwa Platinum Mine befindet sich nordwestlich der Stadt Burgersfort, die von einer differenzierten Eigentümergruppe betrieben wird. Hier hält das ARM Mining Consortium mit 50 Prozent und Anglo American Platinum mit 50 Prozent zu gleichen Teilen die Geschäftsanteile. ARM Mining Consortium setzt sich aus einer Anteilsmehrheit für ARM und einer Anteilsminderheit von Modikwa Communities zusammen. Die ausgebrachten Erze kommen zur weiteren Verarbeitung in die Schmelz- und Raffinationsanlagen von Anglo American Platinum.
Unweit von Steelpoort betreibt ARM (55 %) gemeinsam mit Impala Platinum (45 %) die Two Rivers Platinum Mine. Die Gewinnungsprodukte werden bei Impala Refining Services Limited (IRS) weiterverarbeitet.
Die Nkomati Nickel Mine im Umfeld der Stadt Machadodorp ist ein Jointventure-Unternehmen zwischen ARM und Norilsk Nickel Africa (Pty) Ltd., ein Tochterunternehmen von MMC Norilski Nikel. Hierbei steht die Gewinnung von Kupfer mengenmäßig im Vordergrund, nachdem die Nickel- und Chromproduktion zurückgegangen ist. Alle Erzkonzentrate werden von der im schweizerischen Zug ansässigen Firma Metal Trade Overseas AG (MTO) aufbereitet und raffiniert. Sie gehört zum Firmenkomplex von MMC Norilski Nikel.
Im Explorationsprojekt (Kalplats PGM Exploration Project) wird eine Lagerstätte auf ihre Abbauwürdigkeit auf Platin, Palladium und Gold untersucht. Es ist vorgesehen, mittels einer Pilotanlage die Gewinnung und Verarbeitung der Platinmetalle und Gold zu testen. Beteiligt sind daran ARM Platinum und Platinum Australia (PLA). Der australische Partner übt die Leitung des Erkundungsvorhabens aus.

### ARM Ferrous
Die Gewinnung von Eisen- und Manganerzen im Geschäftsbereich ARM Ferrous geht auf die durch Fusion 1935 entstandene Associated Manganese Mines of South Africa Limited (AMMOSAL) zurück. Aus diesem Unternehmen entstand später die Firma Assmang. Als 2004 Anglovaal Mining in die Strukturen von ARM übernommen wurde, kam mit ihm als Hauptaktionär auch die Assmang Ltd. in den Geschäftsbereich von African Rainbow Mining. Seitdem ist Assmang Ltd. ein Gemeinschaftsunternehmen von ARM und Assore Limited (50/50) und betreibt die Abteilungen Eisenerz-, Manganerz- und Chromerzbergbau.
Die erheblichen Tonnagen bei der Eisenerzgewinnung und seiner Verhüttung erfordern leistungsfähige Transportwege. Deshalb sind die Gewinnungsaktivitäten mit der Verfügbarkeit und dem leistungsfähigen Betrieb von überregionalen Transportwegen verbunden. Mehrere Handelshäfen Südafrikas bilden dabei die inländischen Endpunkte der damit verbundenen Rohstoffexporte. Die für die Stahlproduktion wichtigen Legierungszusätze Chrom und Mangan werden in Bergwerken gewonnen, die sich küstenfern im Norden und Osten Südafrikas befinden.
Zu der Eisenerzabteilung (Iron Ore Division) gehören zwei Bergwerke, die Beeshoek Iron Ore Mine und die Khumani Iron Ore Mine in der Provinz Northern Cape. Der Abtransport der Erze erfolgt auf der Bahnstrecke Sishen–Saldanha zum Hafen Saldanha.
Das Khumani-Bergwerk liegt 65 Kilometer nördlich der älteren Abbaustelle von Beeshoek, jedoch südlich von Kathu und unweit des für seinen Eisenerzbergbau bekannten Sishen. Es produziert für internationale Abnehmer. Die Beeshoek Mine liegt in der Nähe der Stadt Postmasburg.

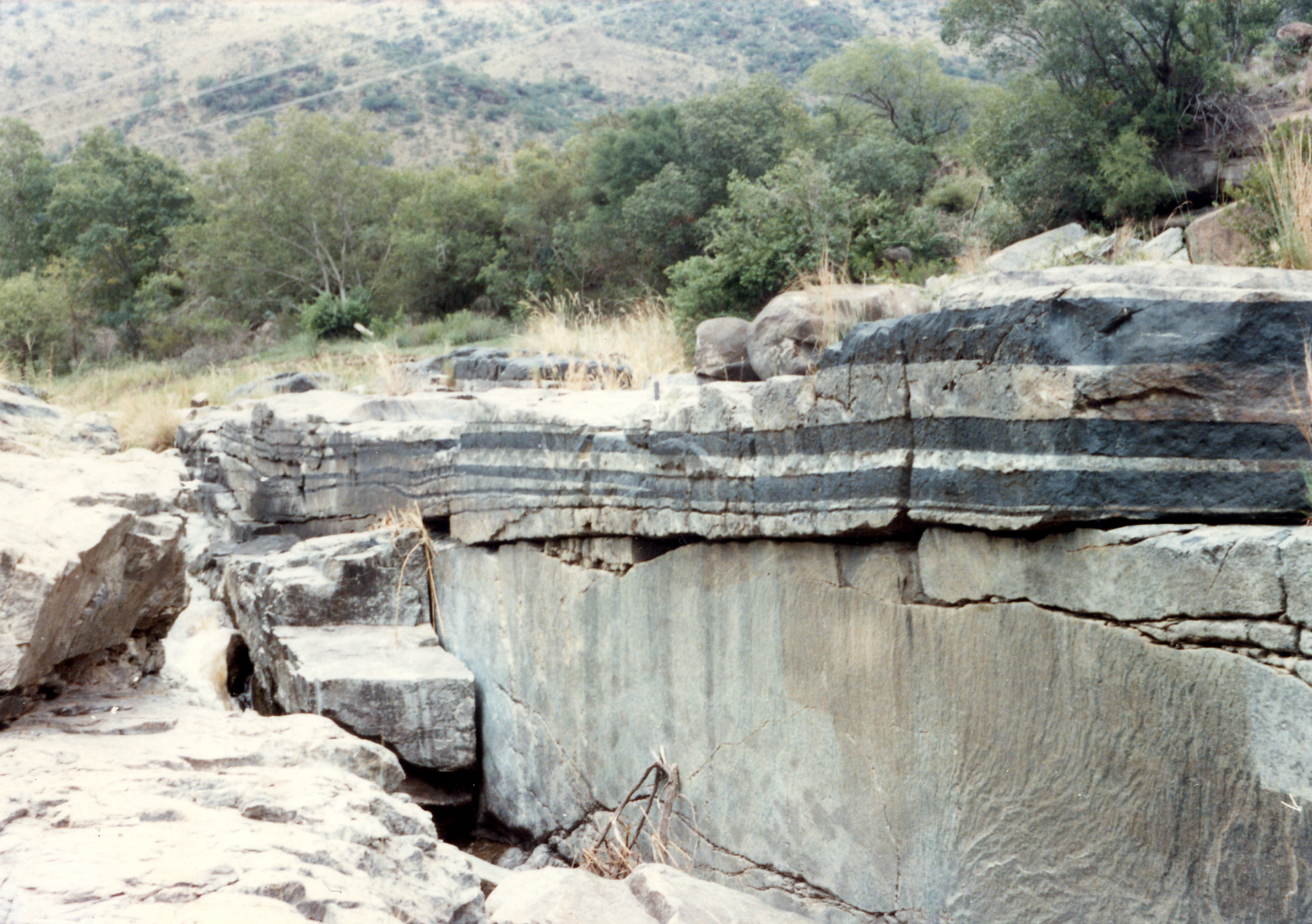
Ein Aufschluss von Chromitit-Schichten, die im östlichen Teil des Bushveld-Komplex, südlich von Steelpoort wirtschaftliche Bedeutung erlangt haben.

Chromerze gewinnt African Rainbows Minerals innerhalb seiner Chrom-Abteilung (Chrome Division) durch Assmang in der Dwarsrivier Chrome Mine. Diese liegt im östlichen Teil der Provinz Mpumalanga etwa 30 Kilometer von Steelpoort entfernt. Ihre rohen oder bereits mechanisch aufbereitete Abbauprodukte gelangen zum Hüttenbetrieb Machadodorp Ferrochrome Works in eNtokozweni. Endprodukte werden von hier auf dem Straßen- oder Schienenweg nach Richards Bay oder zum mosambikanischen Hafen in Maputo geliefert.
Zur Mangan-Abteilung (Manganese Division) von ARM Ferrous gehören zwei Bergwerke und die Verarbeitungsstätte Cato Ridge Ferromanganese Works. Die beiden Abbauareale, Nchwaning Mine und die Gloria Manganese Mines liegen im äußersten Nordosten der Provinz Northern Cape nordwestlich der Stadt Kuruman. Ihre Produkte werden auf dem Schienen- und Straßenweg zur Schmelzhütte Cato Ridge Alloys (Pty) Ltd. in Cato Ridge transportiert, um von dort über den Hafen in Gqeberha japanische und deutsche Abnehmer zu beliefern. Cato Ridge Alloys ist ein Gemeinschaftsunternehmen von Assmang, Mizushima Ferroalloy Company Limited und Sumitomo Corporation. Für den direkten Export der Gewinnungsprodukte gehen die Lieferungen zum Hafen von Richards Bay. Erzkonzentrate gelangen auch nach eNtokozweni in Mpumalanga, wo sie für den Export weiter verarbeitet werden. Im Bergwerk von Nchwaning werden Rohstoffe aus dem Kalahari-Manganerzgebiet (Kalahari Manganese Field) gewonnen, die einem proterozoischen Sedimentkomplex entstammen.

### ARM Coal
Der Geschäftsbereich ARM Coal entstand im Juli 2006 durch eine Partnerschaft mit Xstrata Coal South Africa plc. Dabei hält Xstrata Holding S.A. 49 % der Anteile von ARM Coal.
Am Participating Coal Business (PCB) ist ARM Coal mit 20,2 % und ARM mit 10 % beteiligt. Die Mehrheit wird von Xstrata Coal South Africa plc. gehalten. In diesem Bereich sind 6.726 Beschäftigte tätig. Über Xstratas Beteiligung von 16,5 % am Richards Bay Coal Terminal (RBCT) verfügt ARM Coal über Einfluss auf den Kohlehafen am Indischen Ozean.
Unweit der Stadt Ogies in der Provinz Mpumalanga betreiben Xstrata Coal South Africa (XCSA) mit 49 % und ARM Coal mit 51 % Anteilen den Kohletagebau Goedgevonden Coal Mine (GGV). Das Abbauareal liegt am südlichen Rand des Witbank-Kohlenbezirks.

### ARM Copper
Im Geschäftsbereich ARM Copper liegt der operative Aktivitätsschwerpunkt auf dem Kupferbergbau. Dazu betreibt ARM gemeinsam mit Vale S.A. die Konkola North Copper Mine im Chililabombwe-Distrikt im Norden von Sambia. Ferner gibt es mit Vale S.A. ein gemeinsames Bergbauunternehmen Lusaka and Kabwe.
Die jüngste Entwicklung ist das Lubambe-Kupfer-Projekt in Sambia. Die erschlossene Kupfererz-Mine (Lubambe Copper Mine Limited) ist mit einer Nutzungszeit von 28 Jahren konzipiert. Etwa 6 Kilometer weiter südlich untersucht man eine künftige Erweiterungsmöglichkeit (Lubambe Extension Area resource) des Abbaus. Das Bergwerk ist ein Jointventure-Unternehmen (50/50) mit der Vale SA, die zusammen 80 % Anteile des Bergwerks ausmachen und die restlichen 20 % werden von dem sambischen Staatsunternehmen ZCCM Investment Holdings plc (87,6 % Staatsanteile) gehalten. Es hat seinen Verwaltungssitz in Chingola. Ihre wirtschaftlich genutzte Lagerstätte ist Teil des Zambian Copperbelt und sie liegt unweit der Stadt Chililabombwe.
In der Demokratischen Republik Kongo führt ARM gemeinsam mit dem aus Kanada stammenden Unternehmen TEAL Exploration and Mining Incorporated und unter Beteiligung von Gécamines im Projekt Kalumines Untersuchungen durch, ob ein möglicher Abbau von Kupfer- und Cobalterzen nordwestlich von Lubumbashi ertragreich erscheint. Die frühen Erkundungen im Lupoto Copper Project, noch vor den TEAL-Aktivitäten, begannen durch die Bergbauunternehmen Union Minière du Haut Katanga und Gécamines.

### ARM Gold
Im Geschäftsbereich ARM Gold konzentriert sich der Schwerpunkt von African Rainbow Minerals im Goldbergbau. Das operative Geschäft wird dabei von dem Unternehmen Harmony Gold ausgeübt.
Die inländischen Abbauorte befinden sich vorrangig im Witwatersrand Becken und Harmony Gold zählt mit diesen Bergwerken zu den weltgrößten Goldgewinnungsunternehmen. Die Gewinnungsstellen liegen in den Provinzen North West, Gauteng (Süd-Sotho: „Ort des Goldes“), Mpumalanga und Freistaat und damit im Bereich der für den Goldbergbau Südafrikas historisch bedeutsamen Gebieten.
Im Bereich der Auslandsaktivitäten des Geschäftsbereiches ARM Gold hält Harmony Gold 50 % der Anteile an dem in Papua-Neuguinea tätigen Unternehmen Morobe Mining Joint Ventures (MMJV). Durch dieses wird mit dem australischen Partnerunternehmen Newcrest Mining in der Hidden Valley-Mine in der Provinz Morobe ein übertägiger Gold- und Silberbergbau betrieben. Ferner laufen Vorbereitungen für künftige mögliche Gewinnungsarbeiten in der Wafi-Golpu-Lagerstätte.

### ARM Exploration
Der Schwerpunkt im Bereich Rohstofferkundung liegt in der Abschätzung möglicher und qualifizierter Tätigkeitsfelder für das Unternehmen in der Subsahararegion Afrikas. Am 1. Juli 2011 an übernahm der Geschäftsbereich ARM Copper die weiteren Erkundungs- und Projektentwicklungsaufgaben für die Aktivitäten von ARM im Kupferbergbau.
Mit der mosambikanischen Erkundungsfirma Rovuma Resources, einem mehrheitlichen Unternehmen der Rockover Resources in Road Town auf den britischen Jungferninseln, wurde ein Abkommen geschlossen, das mit einem jährlichen Aufwand von 7 Mio. US-Dollar seitens der ARM die Lagerstättensuche in Mosambik nach abbauwürdigen Vorkommen von Manganerzen, Nickel, Platinmetallen und unedlen Metallen ermöglicht. Damit will die ARM weitere Aktivitäten zur Lagerstättensondierung und einem möglichen Abbau sichern.
Die Firma TEAL Exploration & Mining Inc. arbeitet heute (2013) als Tochterunternehmen von ARM und seinem brasilianischen Partnerunternehmen Companhia Vale do Rio Doce im Bereich Exploration und Lagerstättenerschließung.

## Öffentliche Rezeption
Das Unternehmen erhielt Auszeichnungen für seine Arbeit:
- IAS Best reporting and communication awards (12. Juni 2009)
- IAS/SAMREC award for the Best Exploration Section (6. August 2010)
- IAS Best Reporting and Communications award im Sektor Bergbau (13. Juni 2012)